# TGV 001

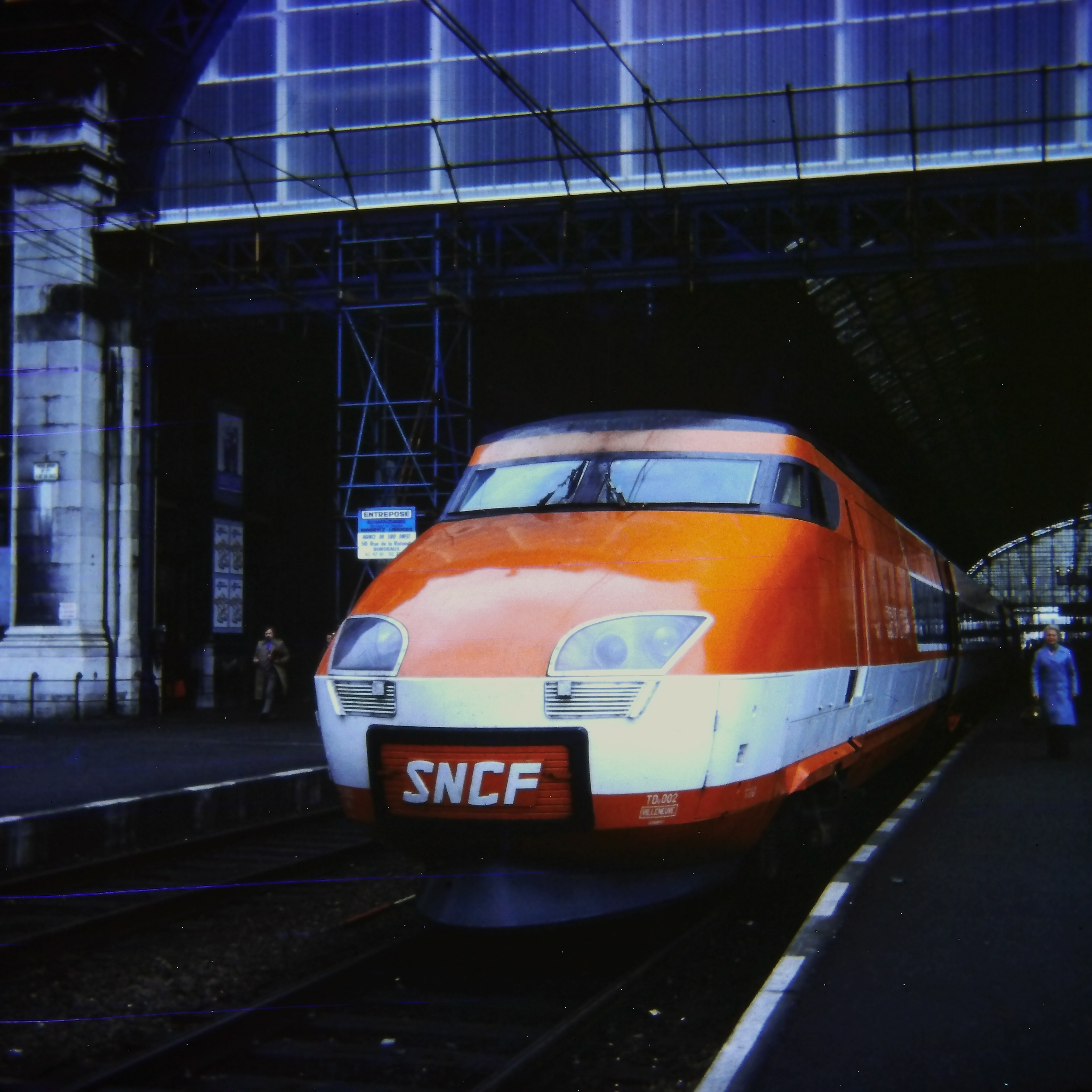
TGV 001

TGV 001 (仏: Train à Grande Vitesse 001) はフランス国鉄 (SNCF) ・TGVの最初の試験車である。
1972年にアルストムで落成し、同年から1978年まで走行試験が実施された。編成は両端2両の電気式ガスタービン動力車（ターボトレイン、T 001/T 002号）と中間3両の付随車で構成され、250km/hから318km/hの速度記録を樹立した。
本形式はSNCFが実施していた高速鉄道計画に伴う膨大な研究計画の一環として試作された。この計画は駆動、挙動、減速、空力等全ての技術領域を網羅していた。当初は試作車2本が製造される予定だったが、実際には1本のみ製造された。未成に終わった2本目は振り子式車両として計画されていたが、技術的困難のために製造が中止された。
1996年3月19日の命令により、歴史的建造物に指定された。
本形式はすでに1967年試作のTGSを経て1970年よりETG・RTGとターボトレインを営業運転に投入していたSNCFにとっても、これまでの車両とは根本的に異なるものであった。軽量車体で高出力の動力を搭載する設計コンセプトは後のTGV量産車にも受け継がれている。中間付随車は連接車として設計され、各車両間は台車心皿上の連結器で接続されていた。この構造は曲線通過の時、傾きを減らすことが可能である。
機関部には出力3,760kWのTURMO IIIGと4,400kWのTURMO Xがそれぞれ搭載されて試験を実施されており、前者では最高280km/h、後者では最高300km/hでの運転を計画していた。いずれも航空機メーカーであるシュド・アビアシオンが自社製軍用ヘリコプターであるシュペルフルロン用として開発したガスタービンエンジンを転用したものである。このエンジンの出力回転軸を発電機に接続し、発電した電力で台車部に装着された主電動機を駆動させる。
内外装のデザインは、イギリス出身のインダストリアルデザイナーであるジャック・クーパー (Jacques Cooper) が手がけている。車体塗装はオレンジ地に、窓周りにダークグレーの帯を配したもので、のちにLGV南東線開業時に営業運転を開始するTGV Sud-Estにも採用された。

## 歴史
走行距離50万kmに及ぶ5227回の試験運転を実施、175回目の試験運転で300km/hの壁を突破した。1972年12月8日には非電化車両として世界最高速度となる318km/hを記録した。
TGSターボトレインのプロトタイプの成功を受けて、SNCFは高速列車の試験プログラムを継続して実施した。1967年から1968年にかけて、最高速度300km/hのターボトレインを2台、専用の新線で建設することを決定した。計画では、2種類の試作列車を作ることになっていた。
1973年、オイルショックによって原油価格が高騰、沈静化した後も石油を大量消費するガスタービン式は現実的ではないと考えられ、計画は架線集電による電気式（架空電車線方式）に転換された。
計画は1978年6月19日に完了した。
TGV 001は、3,500kWのエンジンを2基搭載し、260km/hでの走行が可能で、5台のトレーラー3を組み立てることができ、総座席数は244席となっている。
TGV 002は、6,000～7,000kWの動力車を2両搭載し、時速300kmでの走行が可能で、10台のトレーラーを搭載した総座席数414席の列車。250mmのカント不足を補うアクティブチルトシステムを搭載し、走行時間を10％短縮することができた。
しかし、資金不足のため、SNCFは001列車には3台のトレーラーのみ、002列車には5台のトレーラーを装備することにした。この2編成は1969年7月11日に発注され、1971年または1972年に納入される予定だった。
その後すぐに、1971年9月の修正案で001編成の建設は決定したが、002編成の建設は中止された。SNCFは傾斜の研究を放棄し、高速路線の建設を優先したからである。その後、002の電車セットは、3車体のRTG 01とZ 7001に置き換えられた。
TGV 001の列車セットは、メインオルタネーター、トラクションモーター、電気ブロック、機関車（ベルフォール）、列車セットの総組立であるM.T.E.をアルストム社の工場で製造した。(Jeumont-Schneider社、Creusot-Loire社)が台車、レオスタティックブロック、整流器ブロックを、Brissonneau社とLotz社がトレーラーと補助オルタネーターを、Turbomeca社がターボシャフトエンジンと共通の減速機を担当している。その後、ベルフォールにあるアルストム社の工場で組み立てられたのがこの列車セットである。最初にテストドライバーを務めたのは、ベルフォール車両基地の鉄道員、ジャック・ベギーだった。
列車セットのデザインは、ジャック・クーパーだった。
テスト
TGV 001は、3月20日にメーカーのテストコースで初走行し、3月23日に工場の庭で報道関係者に披露された。運転していたのはベルフォール出身のジャック・ベギーで、SNCFが最初のテストを行うために選んだパイロットである。1972年4月4日にはベルフォール-ヴェスール間を120km/hで走行し、4月11日にはベルフォール-ミュルーズ間を160km/hで走行した。4月25日からはアルザス平原線のストラスブール-ミュルーズ間を走り、5月3日には220km/h、5月20日には240km/hを超えた。6月8日から11日までは、U.I.C.の50周年記念としてパリ・モンパルナスで展示されたため、テストは中断された。
この短い展示会の後、TGV 001はビシュハイムの工場に戻り、1972年7月18日からボルドー-バイヨンヌ間のランド線で行われる次のテストのために装備された。この区間は直線が多く、曲線が少なく、しかも半径が大きい。1955年にはすでに世界鉄道速度記録が達成されており、高速試験に適している。
7月20日にはTGV 001が280km/h、翌日には290km/hに達した。7月27日には300km/h、8月3日には307km/hに達し、熱電対を搭載した列車の世界記録を達成した。その後もテストは続けられ、9月29日には314km/hの新記録が達成された。

## 保存

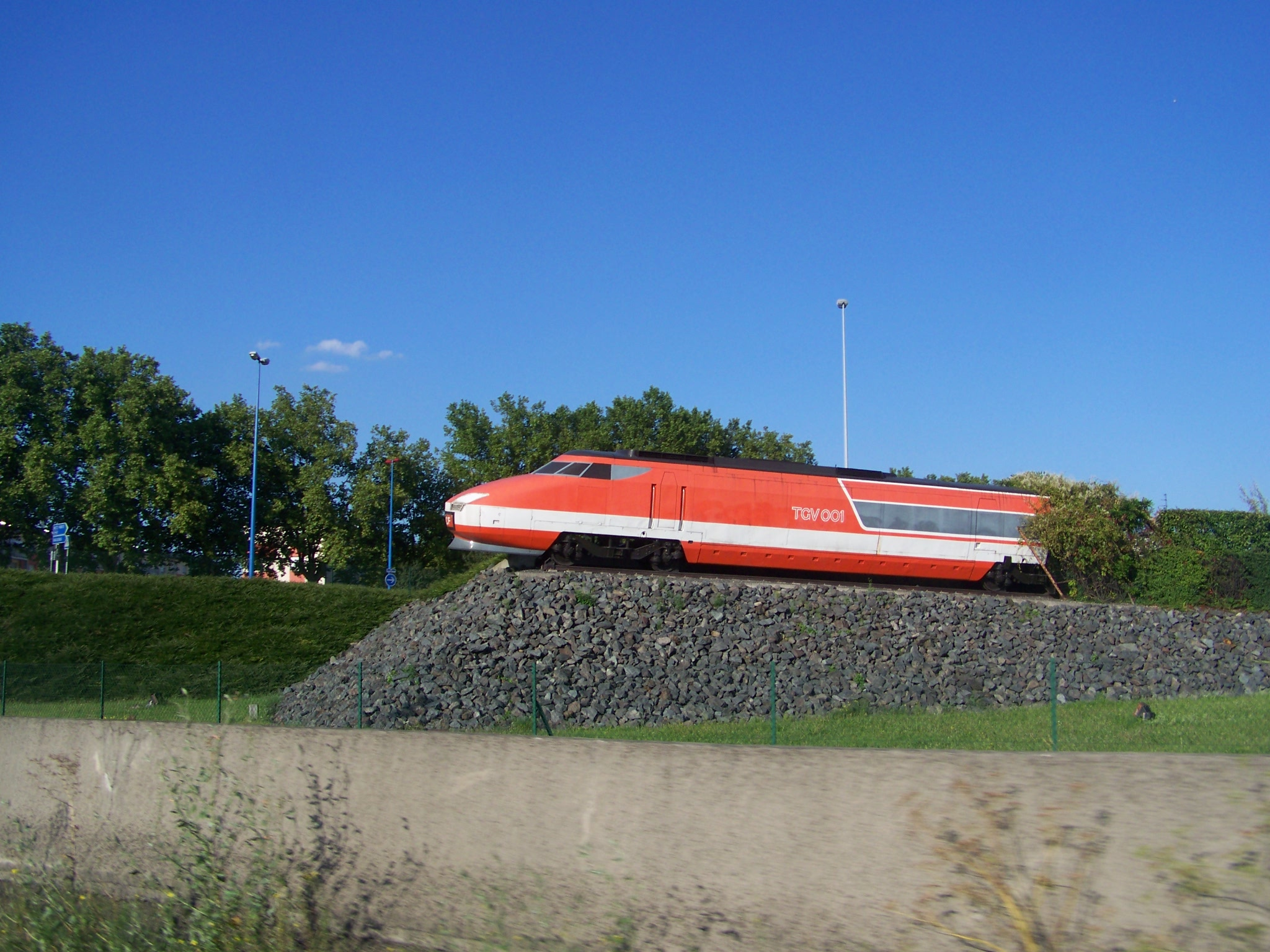
ビシェムに保存されているT 001号動力車（2009年8月）

- T 001号 ビシェム (Bischheim) （アルザス地域圏 バ＝ラン県） - ストラスブール駅北方2.5kmに立地する車両基地東側、オートルート A4 (Autoroute française A4) のインターチェンジ部に保存されており、パリ方面 - ストラスブール間の列車の車窓からも視認することが可能である。
- T 002号 ベルフォール （フランシュ＝コンテ地域圏 テリトワール・ド・ベルフォール県） - 東郊のオートルート A36 (Autoroute française A36) 沿いに保存されている。

## 参考
- ターボトレイン
- 電気式ガスタービン機関車
- イギリス国鉄APT-E